# Renato Malavasi
Renato Malavasi (Verona, 8 agosto 1904 – Verona, 7 ottobre 1998) è stato un attore italiano.

## Biografia
Dopo aver frequentato i corsi di balletto e coreografia del Teatro dell'Opera, decide di indirizzarsi agli studi di recitazione e debuttare nel teatro dialettale, sarà nelle compagnie di Cesco Baseggio e dei Fratelli Micheluzzi, successivamente con Antonio Gandusio.
Debutta nel cinema muto alla fine degli anni 20, per diventare ben presto uno degli attori caratteristi più richiesti dalle case di produzione e dai registi, con una carriera di ben 60 anni girerà film sino al 1992 un totale di circa 160 pellicole.
Durante la Repubblica Sociale Italiana, residendo a Verona, ebbe la possibilità di girare alcuni film negli studi cinematografici di Venezia, alla Giudecca, lavorando con registi come Piero Ballerini, Giorgio Ferroni e Francesco De Robertis.
Muore all'età di 94 anni, nella sua città natale, Verona.

## Filmografia
- Donne, parrucchieri, cani, amori, regia di Renato Testard & Corradi (1924)
- Brigata Firenze, regia di Gian Orlando Vassallo (1928)
- La vena d'oro, regia di Guglielmo Zorzi (1929)
- La canzone dell'amore, regia di Gennaro Righelli (1930)
- Resurrectio, regia di Alessandro Blasetti (1931)
- La segretaria privata, regia di Goffredo Alessandrini (1931)
- Vele ammainate, regia di Anton Giulio Bragaglia (1931)
- Una donna tra due mondi, regia di Goffredo Alessandrini (1936)
- Re di danari, regia di Enrico Guazzoni (1936)
- Vivere!, regia di Guido Brignone (1936)
- L'argine, regia di Corrado D'Errico (1938)
- Giuseppe Verdi, regia di Carmine Gallone (1938)
- La mazurka di papà, regia di Oreste Biancoli (1938)
- Mille lire al mese, regia di Max Neufeld (1938)
- Per uomini soli, regia di Guido Brignone (1938)
- Stella del mare, regia di Corrado D'Errico (1939)
- Ho visto brillare le stelle, regia di Enrico Guazzoni (1939)
- Validità giorni dieci, regia di Camillo Mastrocinque (1940)
- Pazza di gioia, regia di Carlo Ludovico Bragaglia (1940)
- La prima donna che passa, regia di Max Neufeld (1940)
- La zia smemorata, regia di Ladislao Vajda (1940)
- Il signore a doppio petto, regia di Flavio Calzavara (1941)
- Il bravo di Venezia, regia di Carlo Campogalliani (1941)
- Confessione, regia di Flavio Calzavara (1941)
- Il cavaliere senza nome, regia di Ferruccio Cerio (1941)
- È caduta una donna, regia di Alfredo Guarini (1941)
- Caravaggio, il pittore maledetto, regia di Goffredo Alessandrini (1941)
- Idillio a Budapest, regia di Giorgio Ansoldi e Gabriele Varriale (1941)
- I mariti (Tempesta d'anime), regia di Camillo Mastrocinque (1941)
- La famiglia Brambilla in vacanza, regia di Carl Boese (1941)
- Catene invisibili, regia di Mario Mattoli (1942)
- L'angelo del crepuscolo, regia di Gianni Pons (1942)
- Malombra, regia di Mario Soldati (1942)
- Enrico IV, regia di Giorgio Pàstina (1943)
- La statua vivente, regia di Camillo Mastrocinque (1943)
- Resurrezione, regia di Flavio Calzavara (1943)
- Il treno crociato, regia di Carlo Campogalliani (1943)
- Tristi amori, regia di Carmine Gallone (1943)
- Quelli della montagna, regia di Aldo Vergano (1943)
- Peccatori, regia di Flavio Calzavara (1944)
- Ogni giorno è domenica, regia di Mario Baffico (1944)
- La vita semplice, regia di Francesco De Robertis (1944)
- La buona fortuna, regia di Fernando Cerchio (1944)
- Aeroporto, regia di Piero Costa (1944)
- L'angelo del miracolo, regia di Piero Ballerini (1945)
- La vita semplice, regia di Francesco De Robertis (1945)
- Trent'anni di servizio, regia di Mario Baffico (1945)
- Arrivederci, papà!, regia di Camillo Mastrocinque (1947)
- Un mese d'onestà, regia di Domenico Gambino (1947)
- L'uomo dal guanto grigio, regia di Camillo Mastrocinque (1948)
- Ma chi te lo fa fare?, regia di Ignazio Ferronetti (1948)
- Le mura di Malapaga, regia di René Clément (1948)
- L'ebreo errante, regia di Goffredo Alessandrini (1948)
- Vogliamoci bene!, regia di Paolo William Tamburella (1949)
- Sambo, regia di Paolo William Tamburella (1950)
- Il richiamo nella tempesta, regia di Oreste Palella (1950)
- Il conte di Sant'Elmo, regia di Guido Brignone (1950)
- Luci del varietà, regia di Federico Fellini e Alberto Lattuada (1950)
- Contro la legge, regia di Flavio Calzavara (1950)
- Piume al vento, regia di Ugo Amadoro (1951)
- Fuoco nero, regia di Silvio Siano (1951)
- Il sentiero dell'odio, regia di Sergio Grieco (1951)
- Tormento di anime, regia di Cesare Barlacchi (1951)
- Il tallone d'Achille, regia di Mario Amendola (1952)
- Ultimo perdono, regia di Renato Polselli (1952)
- Il romanzo della mia vita, regia di Lionello De Felice (1952)
- Primo premio: Mariarosa, regia di Sergio Grieco (1952)
- L'ingiusta condanna, regia di Giuseppe Masini (1952)
- Inganno, regia di Guido Brignone (1952)
- Una croce senza nome, regia di Tullio Covaz (1952)
- Delitto al luna park, regia di Renato Polselli (1952)
- Prigionieri delle tenebre, regia di Enrico Bomba (1952)
- Bellezze in motoscooter, regia di Carlo Campogalliani (1952)
- Canzoni di mezzo secolo, regia di Domenico Paolella (1952)
- Cristo è passato sull'aia, regia di Oreste Palella (1952)
- Canzoni, canzoni, canzoni, regia di Domenico Paolella (1953)
- Amori di mezzo secolo, regia di Antonio Pietrangeli (1954)
- Gran varietà, regia di Domenico Paolella (1954)
- Ulisse, regia di Mario Camerini (1954)
- Casa Ricordi, regia di Carmine Gallone (1954)
- La campana di San Giusto, regia di Mario Amendola (1954)
- Ridere! Ridere! Ridere!, regia di Edoardo Anton (1954)
- Il vetturale del Moncenisio, regia di Guido Brignone (1954)
- Adriana Lecouvreur, regia di Guido Salvini (1955)
- Accadde tra le sbarre, regia di Giorgio Cristallini (1955)
- Ripudiata, regia di Giorgio Walter Chili (1955)
- Tua per la vita, regia di Sergio Grieco (1955)
- Disperato addio, regia di Lionello De Felice (1955)
- Figaro, il barbiere di Siviglia, regia di Camillo Mastrocinque (1955)
- Canzone proibita, regia di Flavio Calazavara (1956)
- I calunniatori, regia di Mario Volpe (1956)
- Io Caterina, regia di Oreste Palella (1957)
- Amore e chiacchiere, regia di Alessandro Blasetti (1957)
- Caporale di giornata, regia di Carlo Ludovico Bragaglia (1958)
- Sorrisi e canzoni, regia di Luigi Capuano (1958)
- I dritti, regia di Mario Amendola (1958)
- Ciao, ciao bambina, regia di Sergio Grieco (1959)
- Il mondo dei miracoli, regia di Luigi Capuano (1959)
- Le donne ci tengono assai, regia di Antonio Amendola (1959)
- La strada dei giganti, regia di Guido Malatesta (1960)
- I Teddy boys della canzone, regia di Domenico Paolella (1960)
- Signori si nasce, regia di Mario Mattoli (1960)
- Madri pericolose, regia di Domenico Paolella (1960)
- Il rossetto, regia di Damiano Damiani (1960)
- La baia di Napoli, regia di Melville Shavelson (1960)
- L'oro di Roma, regia di Carlo Lizzani (1961)
- Gli scontenti, regia di Giuseppe Lipartiti (1961)
- Zorro contro Maciste, regia di Umberto Lenzi (1962)
- Goliath, regia di Siro Marcellini (1963)
- Liolà, regia di Alessandro Blasetti (1963)
- Zorro e i tre moschettieri, regia di Luigi Capuano (1963)
- Io, io, io... e gli altri, regia di Alessandro Blasetti (1965)
- La ragazza del bersagliere, regia di Alessandro Blasetti (1967)
- L'uomo venuto dal Kremlino (The Shoes of the Fisherman), regia di Michael Anderson (1968)
- I 2 deputati, regia di Giovanni Grimaldi (1968)
- Brutti di notte, regia di Giovanni Grimaldi (1968)
- Puro siccome un angelo papà mi fece monaco... di Monza, regia di Giovanni Grimaldi (1969)
- Un caso di coscienza, regia di Giovanni Grimaldi (1969)
- Riuscirà l'avvocato Franco Benenato a sconfiggere il suo acerrimo nemico il pretore Ciccio De Ingras?, regia di Mino Guerrini (1970)
- Don Franco e don Ciccio nell'anno della contestazione, regia di Marino Girolami (1970)
- Principe coronato cercasi per ricca ereditiera, regia di Giovanni Grimaldi (1970)
- Franco e Ciccio sul sentiero di guerra, regia di Aldo Grimaldi (1970)
- Angeli senza paradiso, regia di Ettore Maria Fizzarotti (1970)
- La prima notte del dottor Danieli, industriale, col complesso del... giocattolo, regia di Giovanni Grimaldi (1971)
- Il mio nome è Mallory... M come morte, regia di Mario Moroni (1971)
- Armiamoci e partite!, regia di Nando Cicero (1971)
- Le belve, regia di Giovanni Grimaldi (1971)
- Il clan dei due Borsalini, regia di Giuseppe Orlandini (1971)
- Le inibizioni del dottor Gaudenzi, vedovo, col complesso della buonanima, regia di Giovanni Grimaldi (1971)
- Una sposa per Mao, regia di Albino Principe (1972)
- Continuavano a chiamarli... er più e er meno, regia di Giuseppe Orlandini (1972)
- Quando le donne si chiamavano madonne, regia di Aldo Grimaldi (1972)
- Quel gran pezzo dell'Ubalda tutta nuda e tutta calda, regia di Mariano Laurenti (1972)
- Racconti proibiti... di niente vestiti, regia di Brunello Rondi (1972)
- Il West ti va stretto, amico... è arrivato Alleluja, regia di Giuliano Carnimeo (1972)
- Storia di karatè, pugni e fagioli, regia di Tonino Ricci (1973)
- Terza ipotesi su un caso di perfetta strategia criminale, regia di Giuseppe Vari (1973)
- Bella, ricca, lieve difetto fisico, cerca anima gemella, regia di Nando Cicero (1973)
- L'eredità dello zio buonanima, regia di Alfonso Brescia (1973)
- Il magnate, regia di Giovanni Grimaldi (1973)
- Piedino il questurino, regia di Franco Lo Cascio (1974)
- Il cav. Costante Nicosia demoniaco ovvero: Dracula in Brianza, regia di Lucio Fulci (1975)
- L'esorciccio, regia di Ciccio Ingrassia (1975)
- Il sogno di Zorro, regia di Mariano Laurenti (1975)
- Zanna Bianca e il cacciatore solitario, regia di Alfonso Brescia (1975)
- Il vizio di famiglia, regia di Mariano Laurenti (1975)
- Che botte ragazzi!, regia di Bitto Albertini (1975)
- La bolognese, regia di Alfredo Rizzo (1975)
- Amici più di prima, regia di Marino Girolami (1976)
- Spogliamoci così, senza pudor..., regia di Sergio Martino (1976)
- Languidi baci... perfide carezze, regia di Alfredo Angeli (1976)
- Un borghese piccolo piccolo, regia di Mario Monicelli (1976)
- Frou-frou del tabarin, regia di Giovanni Grimaldi (1976)
- La soldatessa alle grandi manovre, regia di Nando Cicero (1978)
- Voltati Eugenio, regia di Luigi Comencini (1979)
- Il turno, regia di Tonino Cervi (1980)
- Bim bum bam, regia di Aurelio Chiesa (1981)
- Sogni e bisogni, regia di Sergio Citti (1985) serie TV
- Marcellino pane e vino, regia di Luigi Comencini (1992)